# کیم ته رین
کیم ته رین (کره‌ای: 김태린؛ زادهٔ کیم هیون جونگ در ۲۵ فوریه ۱۹۹۸) که قبلاً با نام دایه (انگلیسی: Daye) شناخته می‌شد، بازیگر و خواننده اهل کره جنوبی است. او عضو سابق گروه دخترانه بری گود است. او در مجموعه تلویزیونی هه‌ری عزیز ایفای نقش کرده است.

## اوایل زندگی و تحصیلات
کیم زادهٔ ۲۵ فوریه ۱۹۹۸ در سئول، کره جنوبی است. او یک برادر کوچکتر دارد. او در مدرسه هنرهای نمایشی سئول تحصیل کرد و در فوریه ۲۰۱۷ فارغ‌التحصیل شد. او در دانشگاه زنان دانکوک در دپارتمان پخش و سرگرمی تحصیل کرده است.

## فیلم‌شناسی

### فیلم
| سال  | عنوان    | نقش | توضیحات    | منابع       |
| ---- | -------- | --- | ---------- | ----------- |
| ۲۰۱۷ | نان قهوه | —   | فیلم کوتاه | [ ۶ ] [ ۷ ] |

### مجموعه تلویزیونی
| سال  | عنوان     | نقش         | توضیحات | منابع |
| ---- | --------- | ----------- | ------- | ----- |
| ۲۰۱۷ | هه‌ری عزیز | شیم جین هوا |         | [ ۱ ] |

### برنامه‌های تلویزیونی
| سال  | عنوان        | نقش               | توضیحات   | منابع |
| ---- | ------------ | ----------------- | --------- | ----- |
| ۲۰۱۵ | سلاح مخفی او | عضو گروه بازیگران | قسمت ۱−۵  | [ ۸ ] |
| ۲۰۱۷ | میکس ناین    | شرکت کننده        | جایگاه ۳۲ | [ ۹ ] |